# Герасимов, Евгений Владимирович
Евге́ний Влади́мирович Гера́симов (род. 25 февраля 1951, Москва) — советский и российский актёр театра, кино и телевидения, кинорежиссёр, каскадёр, политический и общественный деятель; народный артист Российской Федерации (1994), лауреат премии Ленинского комсомола (1980). Художественный руководитель Театра на Малой Ордынке (с 2022 года) и Московского академического театра сатиры (с 2024 года).
Депутат Московской городской думы (16 декабря 2001 года — н. в.). Член российской политической партии «Единая Россия».

## Биография
Евгений Герасимов родился 25 февраля 1951 года в Москве, в рабочей семье. Отец — Владимир Герасимов (умер в возрасте 66 лет), фронтовик, во время Великой Отечественной войны (1941—1945) ушёл добровольцем на фронт, воевал на 1-м Украинском фронте и других направлениях, незадолго до Победы получил тяжёлое ранение и потерял ногу (её ампутировали во фронтовых условиях без анестезии), после войны выучился портняжному ремеслу и работал в ателье, стал одним из лучших закройщиков столицы. Мать — Раиса Михайловна, была во всём опорой отцу, воспитывала детей, вела домашнее хозяйство. Дед (по отцовской линии) был репрессирован, погиб в лагерях, бабушка (по отцовской линии) погибла в одной из московских тюрем. Младшая сестра — Елена Владимировна, учительница.
В детстве увлекался точными науками и спортом, учился в физико-математической средней школе, участвовал в школьных олимпиадах и собирался поступать в технический вуз.
Но, по воле случая, в возрасте четырнадцати лет дебютировал в кино, в эпизодической роли Саньки Рымарева в советском художественном фильме «Они не пройдут» (1965) режиссёра Зигфрида Кюна (из ГДР), которую получил благодаря тому, что во дворе дома на Плющихе его заметила ассистент с киностудии «Мосфильм» и пригласила на кинопробы.
В 1966 году сыграл главную роль (Родька Муромцев) в драматическом художественном фильме режиссёра Юлия Карасика «Человек, которого я люблю».
В 1968 году поступил, а в 1972 году окончил актёрский факультет Высшего театрального училища имени Б. В. Щукина  при Государственном академическом театре имени Е. Б. Вахтангова в Москве (художественный руководитель курса — Анатолий Иванович Борисов).
После окончания ВТУ имени Б. В. Щукина был принят в труппу Московского академического театра имени Владимира Маяковского под руководством Андрея Александровича Гончарова, где прослужил восемь лет.
В 1978 году был приглашён на главную роль (Иван Воронецкий, секретарь райкома комсомола) в пятисерийный военно-драматический телевизионный художественный фильм «Время выбрало нас» (1979) режиссёра Михаила Пташука производства киностудии «Беларусьфильм». Актёр принял это предложение, надеясь, что эта работа станет для него прорывом. В это же время ему поступило предложение сыграть главную роль Владимира Шарапова в пятисерийном детективном телевизионном художественном фильме «Место встречи изменить нельзя» (1979), который готовился снимать на «Одесской киностудии» режиссёр Станислав Говорухин. Герасимов был одним из главных претендентов на роль Шарапова и очень хотел сниматься в картине, но, чтобы не подвести Михаила Пташука и съёмочную группу, решил выбрать фильм, в котором уже начал сниматься, о чём позже жалел. В 1980 году за исполнение роли Ивана Воронецкого в телефильме «Время выбрало нас» актёр был удостоен премии Ленинского комсомола в области искусства.
В 1979—1981 годах Герасимов учился на Высших курсах сценаристов и режиссёров (ВКСР) в Москве, в мастерской Георгия Николаевича Данелии и Эльдара Александровича Рязанова.
Сыграл роль Валентина Рослякова в популярных советских детективных художественных кинолентах «Петровка, 38» (1980) и «Огарёва, 6» (1980) режиссёра Бориса Григорьева, снятых по одноимённым повестям Юлиана Семёнова. Фильмы стали лидерами советского кинопроката 1980 года (53 миллиона зрителей) и 1981 года (33 миллиона зрителей) соответственно, а актёр получил широкую известность.
Всесоюзную известность Герасимов приобрёл благодаря роли робота Вертера в детском многосерийном научно-фантастическом телевизионном художественном фильме «Гостья из будущего» (1984) кинорежиссёра Павла Арсенова.
В 1986 году исполнил главную роль, бармена портового ресторана Николая Зверева, в детективно-приключенческом художественном фильме «Бармен из „Золотого якоря“» режиссёра Виктора Живолуба.
С 1994 года — автор и ведущий телевизионных программ «Кинескоп», «Парад звёзд», «Парад фестивалей»[где?].
До 2000 года — вице-президент Гильдии актёров кино России.
До начала политической деятельности в 2001 году был артистом и кинорежиссёром-постановщиком Центральной киностудии детских и юношеских фильмов имени Максима Горького (город Москва).
С 16 декабря 2001 года по настоящее время — депутат Московской городской думы (третьего (2001—2005), четвёртого (2005—2009), пятого (2009—2014), шестого (2014—2019) и седьмого (2019 — н. в.) созывов), председатель Комиссии по культуре и массовым коммуникациям.
Член Президиума политсовета Московского городского регионального объединения (МГРО) Всероссийской политической партии «Единая Россия», заместитель секретаря Политсовета МГРО местного отделения Западного административного округа города Москвы.
Был директором Центрального дома работников искусств (ЦДРИ).
В 2004—2006 годах — президент международного фестиваля «Евразийский телефорум» (творческий конкурс телевизионных фильмов и программ) в Москве.
С 18 октября 2005 года по апрель 2006 года исполнял обязанности председателя Союза кинематографистов Российской Федерации во время «творческого отпуска» Никиты Михалкова. 4 марта 2015 года избран председателем Московской городской организации ООО «Союз кинематографистов России». Является действующим членом Правления и Секретариата Союза кинематографистов Российской Федерации.
С 2011 года по настоящее время является президентом Московского кинофестиваля «Будем жить».
Имеет разряды по разным видам спорта, владеет приёмами каратэ (является обладателем чёрного пояса 5-го дана), не раз сам исполнял сложные каскадёрские трюки в кино. Мастер спорта по лёгкой атлетике, кандидат в мастера спорта по авторалли и по конному спорту.
22 февраля 2015 года избран президентом региональной общественной организации «Московская ассоциация боевых искусств» (МАБИ).
С 2016 года занят в двух спектаклях Московского государственного театра «Ленком» — в роли лётчика в постановке «Странный народ эти взрослые» по мотивам повести Антуана де Сент-Экзюпери «Маленький принц» (автор инсценировки и режиссёр-постановщик — Сергей Дьячковский, премьера — 2 октября 2016 года) и в роли короля Людовика Великого в постановке «Сны господина де Мольера…» по пьесе Михаила Булгакова «Кабала святош» (постановка — Павел Сафонов, премьера — 13 сентября 2017 года).
8 июля 2022 года Евгений Герасимов назначен Департаментом культуры Москвы художественным руководителем Театра Луны (ныне — Театр на Малой Ордынке) вместо Сергея Проханова. В июне 2024 года назначен Департаментом культуры Москвы художественным руководителем Московского академического театра сатиры. Совмещает две должности.

### Личная жизнь
Жена — Мария Арнольдовна Калинина.
Дочь Ольга Герасимова (род. 1977), окончила Институт иностранных языков; владеет английским, французским и частично испанским языками, училась также в Дипломатической академии, имеет опыт работы в пиаре.
Сын Владимир Герасимов (род. 1983), окончил МГИМО, работает юристом-международником.

## Творчество

### Роли в театре

#### Московский академический театр имени Владимира Маяковского
Евгений Герасимов был принят в труппу театра в 1972 году, сразу после окончания Высшего театрального училища имени Б. В. Щукина, и прослужил в ней восемь лет, сыграв в следующих спектаклях:
- 1972—1980 — «Разгром» по одноимённому роману Александра Фадеева (постановка — Марк Захаров) — старик-кореец (ввод)[25]
- 1972—1980 — «Медея» по одноимённой трагедии Еврипида (постановка — Николай Охлопков) — Вестник
- 1972—1980 — «Аристократы» по одноимённой пьесе Николая Погодина (постановка — Николай Охлопков) — Петин
- 1972—1980 — «Три минуты Мартина Гроу» по одноимённой пьесе Генриха Боровика (постановка — Андрей Гончаров и Е. И. Красницкий) — гримёр
- 1972—1980 — «Человек из Ламанчи», мюзикл Дейла Вассермана и Д. Дэриона по мотивам романа «Дон Кихот» Мигеля де Сервантеса (постановка — Андрей Гончаров) — Крошка
- 1972—1980 — «Трамвай „Желание“» по мотивам одноимённой пьесы Теннесси Уильямса (постановка — Андрей Гончаров) — пианист
- 1972—1980 — «Дети Ванюшина» по одноимённой пьесе Сергея Найдёнова (постановка — Андрей Гончаров) — Алексей
- 1972—1980  — «Дума о Британке» по одноимённому произведению Юрия Яновского (постановка — Андрей Гончаров и Б. С. Кондратьев) — Грицько
- 1972—1980 — «Человек на своём месте» по одноимённой пьесе Валентина Черных (постановка — Оскар Ремез) — Виктор Сомов
- 1974—1980 — «Неопубликованный репортаж» по одноимённой пьесе Рустама Ибрагимбекова (постановка — Андрей Гончаров и Ефим Табачников) — Саша
- 1975—1980 — «Проводы» по одноимённой пьесе Игнатия Дворецкого (постановка — Андрей Гончаров) — грузчик
- 1976—1980 — «Венсеремос!» по пьесе «Интервью в Буэнос-Айресе» Генриха Боровика (постановка — Андрей Гончаров и Анатолий Ромашин) — Педро

#### Московский государственный театр «Ленком Марка Захарова»
- 2016 (по н. в.) — «Странный народ эти взрослые», сценическая фантазия по мотивам повести Антуана де Сент-Экзюпери «Маленький принц» (автор инсценировки и режиссёр-постановщик — Сергей Дьячковский, премьера — 2 октября 2016 года) — лётчик[22]
- 2017 (по н. в.) — «Сны господина де Мольера…» по пьесе Михаила Булгакова «Кабала святош» (постановка — Павел Сафонов, премьера — 13 сентября 2017 года) — Людовик Великий[22]

### Фильмография

#### Актёр
- 1965 — Они не пройдут — Санька Рымарев
- 1966 — Человек, которого я люблю — Родька Муромцев
- 1970 — Обвиняются в убийстве — Александр Щетинин
- 1970 — В лазоревой степи — Яков
- 1972 — Точка, точка, запятая… — Саша, пионервожатый
- 1972 — Летние сны — Андрей Пчёлка
- 1973 — Облака — Коля
- 1974 — Ещё не вечер — Алёша Ковалёв, сын
- 1975 — Моя судьба — Михаил Ермаков (в юности)
- 1975 — Незнакомый наследник — Сергей Скворцов
- 1976 — Гранитные острова — замполит
- 1976 — Не верь крику ночной птицы
- 1977 — Последняя двойка — Николай
- 1977 — Следствие ведут ЗнаТоКи. Дело № 11. «Любой ценой» — Вадим Холин, студент, подследственный
- 1978 — Исчезновение — Максим Шабанов
- 1978 — Крепость — Филиппов, лейтенант
- 1978 — Мятежная баррикада — Клюев
- 1978 — Территория — Георгий Апрятин, инженер-геолог
- 1978 — За всё в ответе — Олег Волошин
- 1979 — Время выбрало нас — Иван Воронецкий, секретарь райкома комсомола
- 1979 — Смотрины — Павел
- 1980 — Петровка, 38 — Валентин Росляков, старший лейтенант уголовного розыска
- 1980 — Огарёва, 6 — Валентин Росляков, капитан ОБХСС
- 1980 — Вам и не снилось… — дядя Володя, отчим Кати Шевченко
- 1981 — Рождённые бурей — Раймонд Раевский
- 1981 — Приказ: огонь не открывать — Соловей, сержант
- 1982 — Серебряное ревю — Самохвалов
- 1982 — Возвращение резидента — Андрей Михайлович Кузнецов, сотрудник КГБ
- 1982 — Государственная граница. Восточный рубеж — Жора (Георгий Скворцов), поклонник певицы Ольги Анисимовой
- 1982 — День рождения — Максим
- 1983 — Такая жёсткая игра — хоккей — Полуэктов
- 1983 — Подросток — Серёжа, князь
- 1983 — Утро без отметок — папа Глеба
- 1984 — Очень важная персона — художник
- 1984 — Гостья из будущего — Вертер, биоробот, уборщик в Институте времени
- 1985 — Пять минут страха — Семён Иванович Бугаев, майор милиции, внедрённый в банду
- 1986 — Зловредное воскресенье — Евгений Владимирович, председатель жюри кинофестиваля
- 1986 — Бармен из «Золотого якоря» — Николай Зверев, бармен в портовом ресторане «Золотой якорь»
- 1986 — Конец операции «Резидент» — Андрей Михайлович Кузнецов, сотрудник КГБ
- 1986 — Посторонним вход разрешён — Юрий Королёв, отец Димы
- 1987 — Забавы молодых — врач службы скорой медицинской помощи
- 1989 — Поездка в Висбаден — Донгоф
- 1990 — Ночь длинных ножей — Игорь
- 1991 — Высший класс — Олег Румянцев
- 1992 — Ричард Львиное Сердце — Конрад, маркиз Монферратский
- 1993 — Рыцарь Кеннет — Конрад, маркиз Монферратский
- 1994 — Волшебник Изумрудного города — Железный Дровосек
- 1997 — Ночь жёлтого быка
- 2000 — Романовы. Венценосная семья — Филипп Исаевич Голощёкин, комиссар
- 2000 — Смерть Таирова — новый актёр / Панталоне
- 2001 — Династия полковника «N» — сын
- 2008 — Савва — Савва Иванович Мамонтов, русский предприниматель и меценат[26]
- 2008 — Туман рассеивается — Хромов, генерал, начальник управления «С» 1-го управления КГБ СССР
- 2009 — Москва.ру — Юсуп
- 2010 — Однажды в Бабен-Бабене — Алов, издательский работник
- 2012 — Тройная жизнь — Кирилл Юрьевич Брусин, медиамагнат
- 2019 — Москва влюблённая

#### Режиссёр
- 1983 — Визит (короткометражный фильм в киноальманахе «Полоса везения»)
- 1984 — Очень важная персона
- 1985 — Не ходите, девки, замуж
- 1987 — Забавы молодых
- 1989 — Поездка в Висбаден
- 1992 — Ричард Львиное Сердце
- 1993 — Рыцарь Кеннет
- 2008 — Савва[26]
- 2008 — Туман рассеивается
- 2012 — Та, которую не ждут (фильм-спектакль)

#### Озвучивание

##### Художественные фильмы
- 1968 — Ромео и Джульетта — Ромео Монтекки (роль Леонарда Уайтинга)
- 1970 — Перстень княгини Анны —
- 1972 — Решма и Шера —
- 1972 — Когда зацвёл миндаль — Лексо (роль Георгия Пипия)
- 1973 — Убийство Маттеоти — Пьеро Гобетти (роль Стефано Оппедизано)
- 1974 — Воздушный мост — Нико (роль Дато Жгенти)
- 1977 — Вечная сказка любви — Вир Сингх (роль Джитендры)
- 1977 — Соль и хлеб — джигит (роль Джанаса Искакова)
- 1984 — Гостья из будущего — голос козла Наполеона (в эпизоде, когда козёл Наполеон сообщает Алисе адрес Коли)
- 1988 — Прилив — Мик (роль Колина Фрилза[англ.])

##### Мультипликационные фильмы
- 1973 — Персей — Персей
- 1974 — Прометей — юноша
- 1974 — Храбрец-удалец —  Храбрец-удалец
- 1981 — Космические пришельцы. Фильм 2

## Признание заслуг

### Государственные награды
- 1980 — лауреат премии Ленинского комсомола в области искусства — за исполнение роли Ивана Воронецкого в многосерийном телевизионном художественном фильме «Время выбрало нас» (1976, 1978) режиссёра Михаила Пташука производства киностудии «Беларусьфильм».
- 1985 — почётное звание «Заслуженный артист РСФСР».
- 1994 — почётное звание «Народный артист Российской Федерации» (11 апреля) — за большие заслуги в области киноискусства[2].
- 2001 — орден Почёта (6 сентября) — за многолетнюю плодотворную деятельность в области культуры и искусства, большой вклад в укрепление дружбы и сотрудничества между народами[27].
- 2006 — орден «За заслуги перед Отечеством» IV степени (2 августа) — за активное участие в законотворческой деятельности и многолетнюю добросовестную работу[28].
- 2011 — орден Дружбы (10 мая) — за активное участие в законотворческой деятельности и многолетнюю добросовестную работу[29].
- 2018 — орден «За заслуги перед Отечеством» III степени (30 мая) — за активную законотворческую деятельность и многолетнюю добросовестную работу[30].
- 2024 — орден Александра Невского (3 января) — за активную законотворческую деятельность и многолетнюю добросовестную работу[31].

### Общественные награды и звания
- Благодарность Президента Российской Федерации[32].
- Благодарность Верховного главнокомандующего Вооружённых Сил Российской Федерации[32].
- Почётная грамота председателя Совета Федерации Федерального Собрания Российской Федерации[32].
- Благодарность председателя Государственной Думы Федерального Собрания Российской Федерации[32].
- Почётная грамота Министерства культуры Российской Федерации[32].
- Медаль министра Внутренних дел Российской Федерации «За боевое содружество»[32].
- Почётный знак Управления собственной безопасности ФСБ России «За взаимодействие»[32].
- Медаль председателя Следственного комитета Российской Федерации «За содействие»[32].
- Благодарность Мэра Москвы за многолетнюю плодотворную работу[32].
- 1989 — золотой знак «За вклад в мировую культуру» от Папы Римского Иоанна Павла II — за актёрскую и режиссёрскую работу над драматическим художественным фильмом «Поездка в Висбаден» (1989) по повести И. С. Тургенева «Вешние воды»[8].
- 2008 — гран-при международного фестиваля «Евразийский телефорум» в Москве (9 ноября 2008 года) — за актёрскую и режиссёрскую работу над четырёхсерийным телевизионным художественным фильмом «Савва», рассказывающим о непростой судьбе известного русского мецената и промышленника Саввы Мамонтова[26].
- 2009 — приз Гильдии кинорежиссёров России «За вклад в киноискусство» на II Всероссийском кинофестивале актёров-режиссёров «Золотой Феникс» в Смоленске (19 сентября)[33].
- 2013 — Благодарность Мэра Москвы за большой вклад по подготовке и проведению выборов мэра Москвы[32].
- 2016 — Благодарность Мэра Москвы за яркую творческую деятельность, способствующую сохранению и приумножению культурного наследия города Москвы[32].
- 2016 — Почётная грамота полномочного представителя президента Российской Федерации в Центральном федеральном округе (2016)[32].
- 2017 — Кинофестиваль (Испания), приз «За большой вклад в развитие российского кинематографа»[32],
- 2018 — Благодарность Министра внутренних дел «За создание образа Настоящего сотрудника Уголовного розыска в фильме «Петровка 38»[32],
- 2019 — специальный приз Высшей школы кино и телевидения «Останкино» в Москве (31 августа)[34].
- 2019 — Приказом Министра внутренних дел от 06.02.2019 № 99л/с награждён медалью МВД России «За вклад в укрепление правопорядка»[32].
- 2020 — Приз создателю и Президенту ежегодного (с 2011 года)  международного кинофестиваля «Будем жить!» ЗА Поддержку Молодёжного кино от Молодежного центра Союза кинематографистов[32].
- 2021 — Знак отличия «За заслуги перед Санкт-Петербургом»[32].
- 2021 — Премия имени Андрея Миронова «Фигаро», номинация «За служение отечественному кинематографу»[32].
- 2021 — Медаль Следственного комитета Российской Федерации «За чистоту помыслов и благородство дел» за Бережное отношение к историческому наследию Родины и активное участие в патриотическом и духовно-нравственном воспитании молодёжи[32].
- 2022 — Знак отличия «За безупречную службу городу Москве»[32].
- звание «Почётный кинематографист России»[3].
- звание «Почётный член Российской академии художеств»[35].